# مغامرة كعكة العيد وقصص أخرى
مغامرة كعكة العيد وقصص أخرى (بالإنجليزية: The Adventure of the Christmas Pudding) هي عبارة عن مجموعة قصص قصيرة كتبتها أجاثا كريستي ونُشرَت لأول مرة في المملكة المتحدة في 24 أكتوبر 1960. وهي عبارة عن مجموعة قصص لبوارو وقصة للآنسة ماربل.

## القصص والمحتوى[1]

### مغامرة كعكة العيد أو سرقة الياقوتة الملكية (The Adventure of the Christmas Pudding, or The Theft of the Royal Ruby)
يتم سرقة الياقوتة الملكية التي تعود لعائلة الملك فاروق في مصر وبذات الوقت يقضي بوارو عطلة عيد الميلاد في منزل إحدى العائلات الإنكليزية بغرض التحري عن السرقة، كيف يمكن للحدثين أن يكونا مرتبطين. القصة موجودة ايضاً في المجموعة القصصية الخطيئة المزدوجة وقصص أخرى تحت عنوان (سرقة الياقوتة الملكية).

### لغز الصندوق الإسباني (The Mystery of the Spanish Chest)
تلجأ سيدة لبوارو لينظر في شأن صديقتها التي تخشى أن يقتلها زوجها لكن كما العادة، تتخذ الأمور منحى آخر

### المُضطهد (The Under Dog)
قُتِل السيد روبن أستويل وتم القبض على تشارلز ليفرسون وزوجة السيد روبن تظن أنها تعرف القاتل، على الرغم من أنها لا تملك أي برهان ولكنها اعتمدت على «الحدس»، فما رأي بوارو في هذه القضية؟

### أربعة وعشرون شحرورًا (Four and Twenty Blackbirds)
أخوان توأمان كما ولدا بنفس الوقت يموتان بنفس الوقت؛ ما هي الظروف التي حدثت؟ وهل حدثت الوفيتان لأسباب طبيعية؟!

### الحُلُم (The Dream)
استشارة غريبة من رجل ثري، يرى حلم واحد يتكرر ليلة بعد ليلة، لكن ما يصيب بوارو بالدهشة والحيرة أن ذاك الحلم تحقق

## الترجمة العربية
- مغامرة كعكة العيد وقصص أخرى، دار الأجيال للنشر
- الشبح القاتل، قام الاديب الراحل عمر عبد العزيز أمين بترجمة المجموعة ونشرت من دار ميوزيك للطبع والنشر. (تحتوي على خمس قصص فقط)[2]

### ترجمات متفرقة
1. مغامرة كعكة العيد

- قام عمر عبد العزيز أمين بترجمة القصة تحت عنوان«سرقة الياقوتة الملكية» ونشرت مع مجموعة قصص أخرى في المجموعة القصصية «مغامرات بوارو» اصدرت من دار ميوزيك للطبع والنشر. وتحمل المجموعة الرقم (82) ضمن السلسلة.[3]
- قام مازن نفاع بترجمة القصة تحت عنوان«سرقة الياقوت الأحمر الملكي» ونشرت مع مجموعة قصص أخرى في المجموعة القصصية «أسرار المدافن المصرية» صدرت ضمن منشورات دار علاء الدين.[4]